# 宽容 (专辑)
《寬容》是張信哲的第十二張大碟，也是成立個人工作室潮水音樂、加盟科藝百代後第一張國語大碟，從此開始了在百代時期的3年巔峰期。
這張專輯是張信哲歌手生涯的黃金之作，本張大碟由潮水音樂及種子音樂精心製作，黃國倫、馬兆駿、曹俊鴻和鮑比達等多位頂尖音樂人親自跨刀，多首歌曲傳唱甚久，譬如《不要對他說》、《寬容》、《過火》等等。这张专辑很快就在销售市场上走俏，是张信哲唱片历史上最为畅销的专辑之一。
同名主打歌《宽容》是已故台湾著名音乐人马兆骏为其妻子创作的詞曲。
次年，張信哲憑藉此作一舉拿下第7屆金曲獎最佳國語歌曲男演唱人獎，成為其歌唱事業的巔峰。

## 曲目
| 曲序 | 曲名                 | 作曲     | 作詞   | 編曲       | 注釋                |
| 01   | 不要對他說           | 黃國倫   | 王中言 | 鮑比達     | 第一主打            |
| 02   | 寬容                 | 馬兆駿   | 馬兆駿 | 鮑比達     | 第二主打            |
| 03   | 只有你               | 張翰祥   | 陳衍利 | 張翰群     |                     |
| 04   | 不回首               | 李學書   | 李學書 | 鮑比達     | 第五主打 原唱为苏芮 |
| 05   | 愛會看見             | 張信哲   | 田勍   | Joshua Wan |                     |
| 06   | 過火                 | 曹俊鴻   | 陳佳明 | 屠穎       | 第三主打            |
| 07   | 忘情忘愛             | 曹俊鴻   | 厲曼婷 | 屠穎       | 第四主打            |
| 08   | 假裝有你             | 巫啟賢   | 鄔裕康 | 中島建夫   |                     |
| 09   | 日出之前請將悲傷終結 | 中西圭三 | 王中言 | Ming       |                     |
| 10   | 真愛一生             | 黃國倫   | 黃國倫 | 鮑比達     |                     |

## 唱片版本
- CD版
- 卡帶版